# Конусно-валкова дробарка

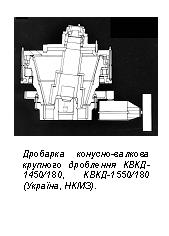
Дробарка_конусно-валкова. JPG

Ко́нусно-валко́ва дроба́рка(рос. дробилка конусно-валковая, англ. cone-roll crusher; нім. Kegelwalzenbrecher m) — новий вид дробарки, створений українськими конструкторами (НКМЗ). Світових аналогів не має. На відміну від дробарок конусних в конусно-валкових дробарках обертається зовнішній конус. Зона дроблення утворюється цим конусом та вільнообертовим внутрішнім валком з нахиленою віссю. При рівних розмірах грудки вихідного матеріалу конусні-валкові дробарки мають висоту вдвічі меншу, ніж конусні дробарки, що знижує капітальні витрати для стаціонарних і напівстаціонарних дробильних установок. Це обумовлює вигідність установки конусно-валкової дробарки на самохідних шасі. Конусно-валкова дробарка типу КВКД-1450/180 та — КВКД-1550/180 мають продуктивність до 2500 м3/год. С. Л. Букін.